# مؤكسد حراري متجدد
المؤكسد الحراري المتجدد (RTO) هو جزء من إحدى العمليات الصناعية التي تهدف إلى معالجة هواء العادم. يستخدم هذا النظام قاعدة من مادة الخزف لامتصاص الحرارة من غاز العادم واستخدام الحرارة في التسخين المسبق لتدفق الغاز الداخل إلى العملية وفي القضاء على ملوثات الهواء الصادر عن تدفقات عادم العمليات في درجة حرارة تتراوح من 815 درجة مئوية (1500 فهرنهايت) وحتى 980 درجة مئوية (1800 فهرنهايت).
تنبعث هذه الغازات عادة من عمليات تتطلب تهوية مثل الطلاء، والطباعة، وصنع الورق. ويطالب القانون الألماني مرافق معالجة النفايات المحلية مثل محطات المعالجة الميكانيكية الحيوية بدمج هذه الأنظمة. وتتضمن البدائل الحيوية لهذا النظام المرشحات الحيوية وأجهزة التنقية الحيوية.
تتميز هذه الأنظمة بأنها مناسبة للاستخدام في التطبيقات ذات مستويات التركيز المنخفضة من المركبات العضوية المتطايرة والمعدلات المرتفعة لتدفق النفايات. ويرجع ذلك إلى المستويات المرتفعة من استعادة الطاقة الحرارية بها. تتألف العملية الأساسية للمؤكسد الحراري المتجدد من تمرير تيار الغاز الساخن على مادة حوض التسخين في اتجاه واحد واستعادة هذه الحرارة عن طريق تمرير تيار غاز بارد عبر نفس مادة حوض التسخين في دورة تبادلية. وتستخدم للقضاء على المواد السامة والمركبات العضوية المتطايرة التي تنطلق مع عوادم العمليات الصناعية.
يوجد مجموعة من منتجي أنظمة التحكم في تلوث الهواء للاستخدام الصناعي في أوروبا؛
حيث يقدمون أنظمة ذات كفاءة عالية وفعالية من حيث التكلفة تهدف إلى إزالة:
- المركبات العضوية المتطايرة (VOC)
- ملوثات الهواء الخطرة (HAP)
- أول أكسيد الكربون (CO)
- أكاسيد النيتروجين (NOx)
- المواد الجسيمية العضوية(PM)

ساهمت هذه الشركات في تطوير أنظمة تنقية غاز النفايات وتصميمها والتخطيط لها في نطاقات الصناعة الأكبر؛ ومن هذه الشركات: مجموعة سي إم إم، ومقرها دي بير، ويسكونسن؛ ودبليو كى آسيا في دول المحيط الهادي بي تي إي المحدودة، ومقرها: المركز الألماني، سنغافورة.
وفيما يلي الصناعات التي تستفيد من هذه العملية:
- صناعة الإيثانول
- صناعة تعدين الفحم (VAM)
- صناعة السيارات
- التغليف/الطباعة
- الطوب الآجر
- ورش الدهان
- الصناعات الكيميائية
- الدواء
- الصناعات الكهربية
- البلاستيك
- التصنيع الغذائي
- الطباعة
- المسابك
- أشباه الموصلات
- المعادن
- معالجة مياه الصرف الصحي
- إعادة تدوير المعادن
- الخشب

تتوفر عدد من الحلول المختلفة لمشكلات غازات النفايات للصناعات السابقة:
- مؤكسدات الحفاز (CO)
- المؤكسد الحراري المتجدد (RTO)
- مؤكسدات الحفاز المتجدد (RCO)
- أجهزة امتزاز ذات قاعدة ثابتة
- أجهزة امتزاز المركز الدوار
- قاعدة التسوية